# Força Aérea Chilena
A Força Aérea Chilena (em espanhol: Fuerza Aerea de Chile, sigla: FACh), é o ramo aéreo das Forças armadas do Chile, e defende cerca de 31,9 milhões de km², contando com 11.500 militares em seu efetivo.

## Missão

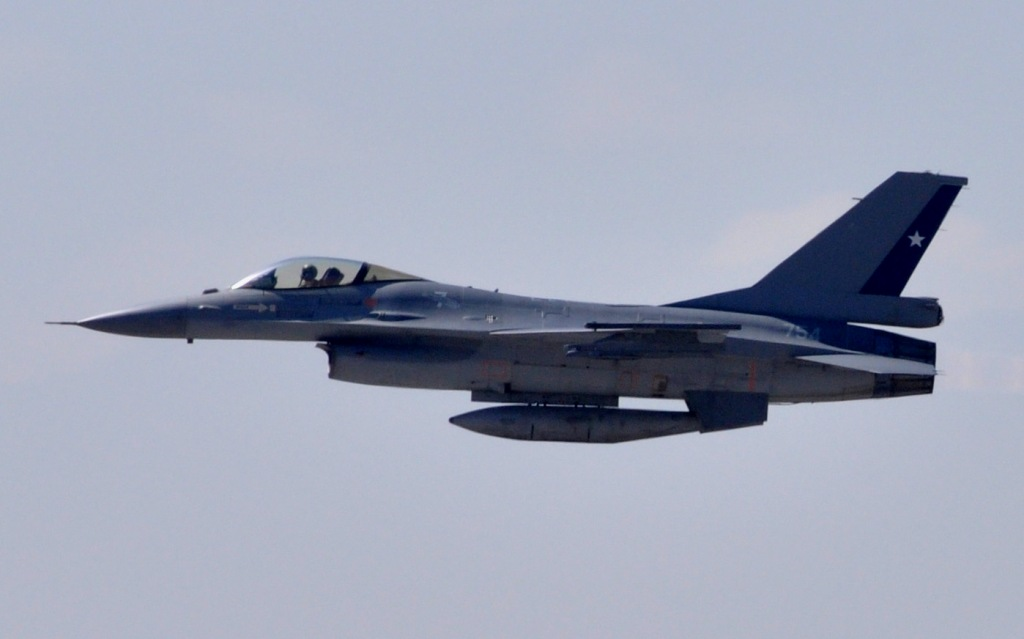
Um caça F-16 chileno.

Defender a República do Chile através do controle e uso do espaço aéreo em benefício próprio, participar da batalha de superfície, apoiar suas forças próprias e amigas, com a finalidade de contribuir para o alcance dos objetivos estratégicos que a Política de Defesa lhe confere, vinculado às Forças Armadas.

## História

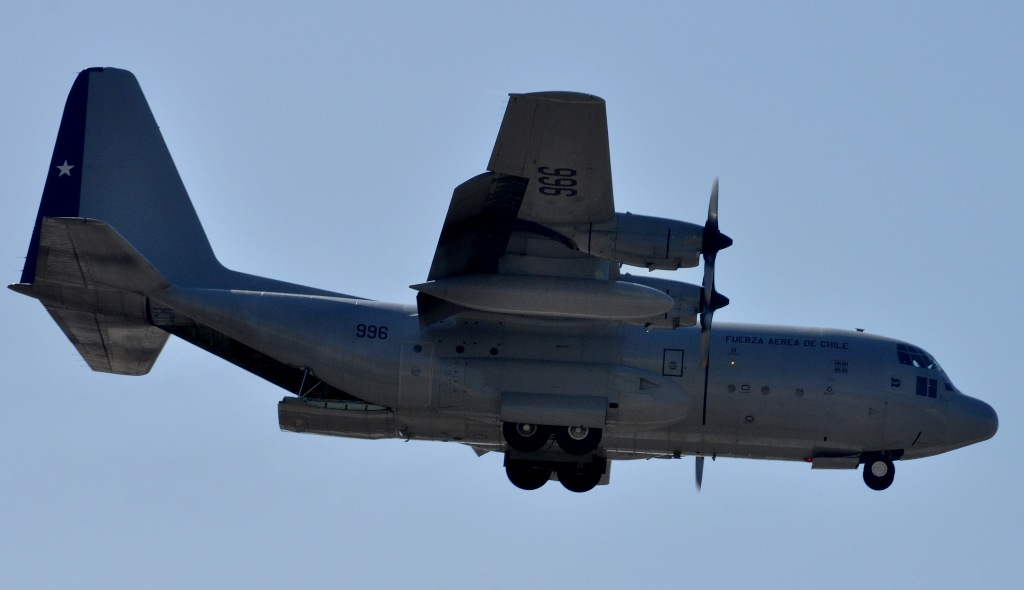
Um avião C-130 do Chile.

O primeiro passo rumo a FACh é dado pelo Teniente Coronel treinando como piloto na França. Embora uma academia local tenha sido criada, os primeiros oficiais também foram enviados à França para treinamento. Um deles, o capitão Manuel Ávalos Prado, assumiu o comando da escola de aviação militar chilena, que foi oficialmente criada em fevereiro de 1913, e permaneceu no comando até 1915. A Escola de Aviação Militar (Escuela de Aviación Militar) foi nomeada em sua homenagem em 1944, e ainda carrega esse nome hoje..
Naqueles primeiros anos, muitos marcos da aviação foram alcançados; conquistar a altura dos Andes era um dos principais alvos, assim como voos de longa distância. Aeronaves típicas daquela época eram Avro 504, Bleriot XI, Bristol M.1C, DH.9 e SE5a. Na década seguinte, a Linha Aérea do Chile (Línea Aeropostal de Chile) foi criada em 5 de março de 1929 como um ramo da aviação militar. Esta companhia aérea postal mais tarde se desenvolveu na Companhia Aérea Nacional (Línea Aérea Nacional) que ainda hoje é a companhia aérea líder no Chile. Pouco depois, em 21 de março de 1930, os elementos de aviação existentes do exército e da marinha foram amalgamados em um departamento dedicado: o Departamento da Força Aérea (Subsecretaria de Aviación) criando efetivamente a atual Força Aérea independente. Foi inicialmente denominada Força Aérea Nacional (Fuerza Aérea Nacional). O aeroporto internacional do Chile leva o nome do pai fundador de Lan e primeiro comandante da força aérea, Arturo Merino Benítez. Seu batismo de fogo foi na rebelião dos marinheiros de 1931 em Coquimbo, onde aviões de ataque e bombardeiros da Força Aérea e 2 aviões de transporte convertidos em bombardeiros contribuíram para o seu fracasso.

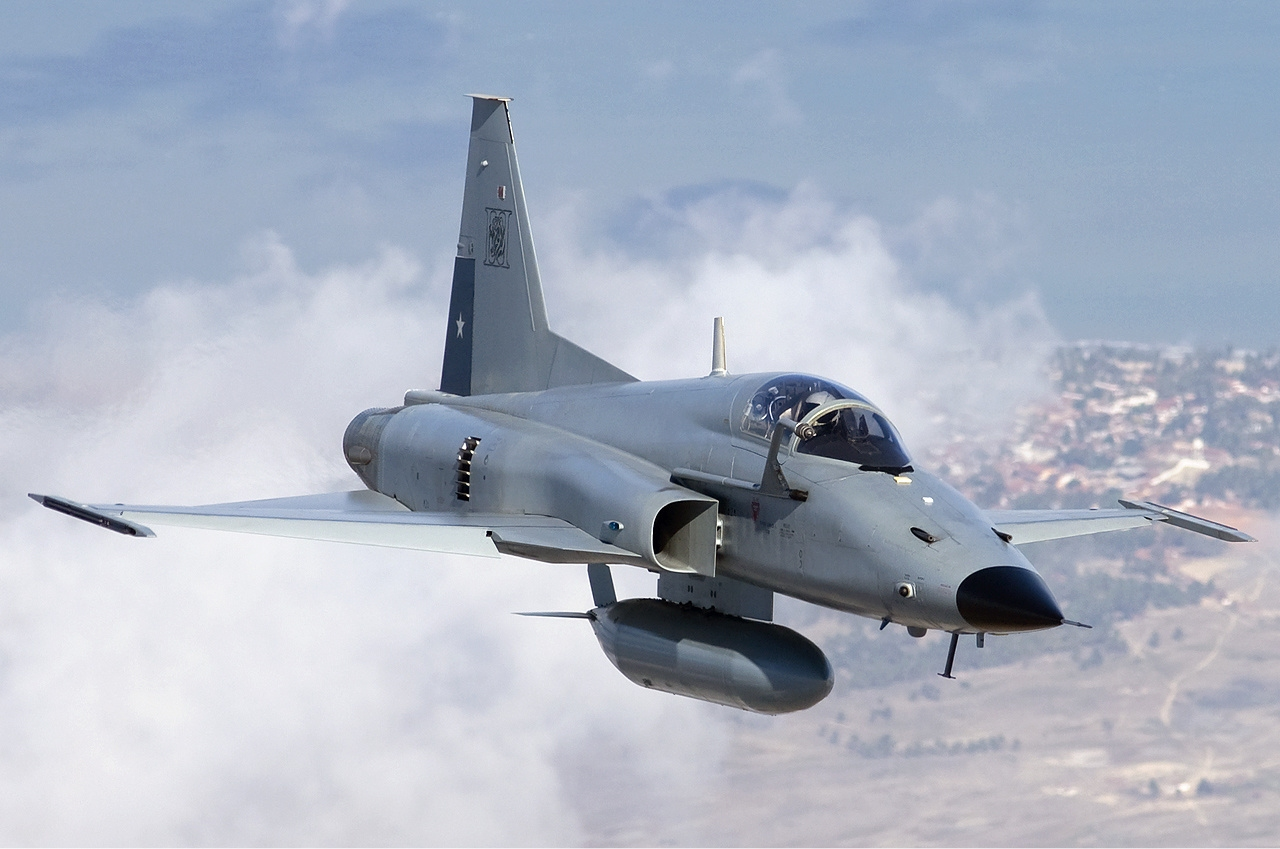
Um caça F-5 da força aérea chilena.

Os primeiros esboços da organização da atual força aérea foram visíveis em 1945 com o início do Grupo de Transporte 1, posteriormente renumerado Grupo 10, com dois C-45 e um único T-6 Texan em Los Cerrillos. Dois anos depois foi realizado o primeiro voo da FACh para a Antártida. A década de 50 significou a entrada na era dos jatos para a FACh, e o Grupo 7 foi a primeira unidade a recebê-los, em 1954 o Chile recebeu suas aeronaves tanto dos Estados Unidos quanto da Europa. A oferta americana consistia em Lockheed F-80, Lockheed T-33, Beech T-34 Mentor, Cessna T-37, Cessna A-37 Dragonflye e Northrop F-5E/F, por exemplo, enquanto os britânicos forneciam Hawker Hunters e os franceses entregavam vários helicópteros e aeronaves Dassault Mirage 50.
Durante o golpe militar de 11 de setembro de 1973, a Força Aérea do Chile conduziu a Operação Silêncio, Caçadores do 7º Esquadrão de Aviação destruíram várias antenas de transmissão pertencentes a estações de rádio pró-governo. Após cumprir sua missão, a aeronave realizou ataques à residência presidencial em Las Condes e ao palácio presidencial, um piloto erroneamente abriu fogo contra o Hospital da Aeronáutica ao atacar a residência, não houve vítimas.

### Estrela Polar
A Operação estrela polar, realizada em novembro de 1984, teve como objetivo principal realizar o primeiro voo de pouso da Força Aérea Chilena no Pólo Sul, o que deveria ser realizado com meios próprios e apoio logístico institucional.
Naqueles anos, a política do governo considerava aumentar o grau de penetração em todo o continente antártico. Por isso, durante o ano de 1984 a instituição trabalhou com grande empenho para atingir os objetivos traçados e aumentar as capacidades que permitissem evidenciar a presença da Força Aérea nas tarefas de soberania e desenvolvimento da Antártida chilena.
O destaque veio com esta missão, na qual dois aviões Twin Otter chegaram ao Pólo Sul. Para materializar o ambicioso projeto, a instituição preparou-se, do ponto de vista operacional, instalando sensores nos aviões de trabalho na neve e realizando manutenções especiais e completas nos aviões Twin Otter destinados a voar para o Pólo Sul. Além disso, as tripulações foram treinadas e os equipamentos de terra foram adquiridos e aperfeiçoados, especialmente comunicações, rádio-auxílios e meteorologia. Junto a isso, foram realizadas práticas de navegação estelar em rotas polares, uma das mais difíceis, devido à proximidade do Pólo magnético.
O sucesso da operação "Estrela Polar" colocou o país em um lugar de destaque na opinião pública mundial.

### Blue Ice
Desde a década de 1990, a Força Aérea do Chile tem como objetivo estar presente em todos os cantos do território chileno. Foi assim que, com a ideia de aprofundar o conhecimento na área dos Campos de Gelo Sul e Norte, estabelecendo um acampamento, operando e estabelecendo a soberania, materializou-se a Operação Gelo Azul.
Para isso, comandos do Regimento de Artilharia Antiaérea e Forças Especiais prepararam o terreno e habilitaram o acampamento e no dia 11 de janeiro de 1996, em Campos de Hielo Sur, desembarcaram os Twin Otters da FACh. Durante 10 dias, o pessoal institucional realizou uma série de trabalhos científicos, além de sobrevoos no setor, fortalecendo a presença chilena neste setor. Nove meses depois foi realizada a Operação "Blue Ice II", com as mesmas características da anterior.
A realização dessas operações levou à realização em outubro de 1997 de uma terceira missão, denominada "Hielo Azul III". Um grupo de cientistas e jornalistas acompanhou o staff institucional, que conheceu no terreno o trabalho da FACh na área. Durante quatro dias permaneceram em Campos de Hielo Sur, durante os quais foram sobrevoados por aviões de combate da IV Brigada Aérea.
Um ano depois, em setembro de 1998 , foi realizada a operação “Hielo Azul IV” que, ao contrário das anteriores, considerou atividades científicas e de soberania simultâneas na área dos Campos de Gelo Sul e Norte. Desta vez, mais de 200 pessoas, além de cientistas e jornalistas, permaneceram no local por quatro dias.
A realização das operações Blue Ice não só possibilitou a divulgação desse território praticamente inexplorado, capacitando e aprofundando a pesquisa científica, como também foi fundamental para consolidar a integração civil-militar.

### Manu Tama'I
A operação "Manu Tama'I" (primeiro voo de aeronave de combate para a Ilha de Páscoa )  tornou-se uma das mais importantes realizadas pela FACh pelo caráter inédito da operação e pela preparação necessária para suas operações.
Durante um ano, estudou-se a viabilidade de levar a cabo esta iniciativa, que permitiria à FACh chegar a locais muito distantes no menor tempo possível através de uma nova capacidade incorporada nos aviões F-5 Tiger III: o reabastecimento em voo. Em 12 de janeiro de 1998, essa ideia se concretizou. Una bandada de estos aviones de combate, reabastecidos no ar através de um Boeing KB 707, voaram pela primeira vez de Rapa Nui (Ilha de Páscoa) a Antofagasta, cobrindo uma distancia de aproximadamente 4000 quilômetros em cerca de cinco horas e meia.

### Desaparecimento do C-130
A Força Aérea do Chile relatou o desaparecimento de uma de suas aeronaves de transporte C-130 Hercules transportando 38 pessoas a caminho da Antártida em 9 de dezembro de 2019. A aeronave estava a caminho da Ilha Rei George, na Antártida, para fornecer apoio logístico a uma base militar quando houve contato por rádio estava perdido.  Em 11 de dezembro de 2019, os destroços da aeronave foram localizados 18 milhas ao sul de onde o avião fez o último contato e nenhum sobrevivente foi encontrado. A causa do acidente é desconhecida.

## Atividades

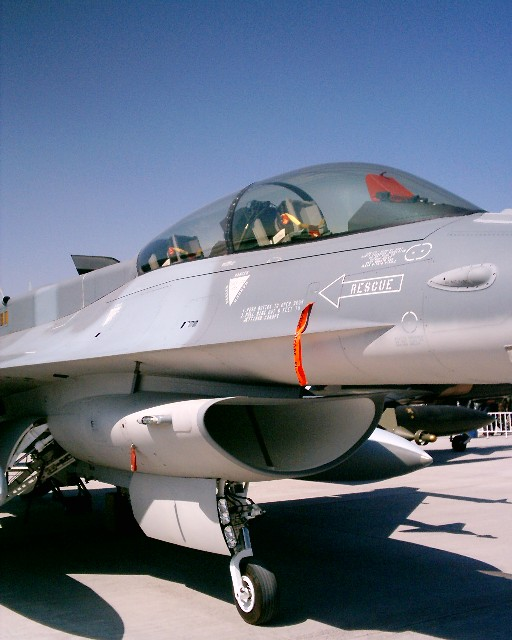
F-16 chileno na Feira Internacional do Ar e Espaço

A Força Aérea Chilena desenvolve atividades de apoio à comunidade e integração do território nacional desde a sua criação. Por exemplo, é um dos primeiros ramos da defesa nacional a estabelecer bases no Território Antártico Chileno (Base Presidente Gabriel González Videla, 1952 e Base Presidente Pedro Aguirre Cerda, 1955 ). Da mesma forma, é memorável a atuação da FACh em catástrofes naturais recorrentes na longa geografia chilena. Um exemplo disso é o transporte aéreo que a FACh construiu devido ao terremoto de 1960. Por outro lado, a força aérea chilena foi pioneira na abertura de novas rotas aéreas sobre o Pacífico Sul. Nesta área, destaca-se o voo realizado por Roberto Parragué e sua tripulação, juntando-se ao Aeroporto La Florida em La Serena e Ilha de Páscoa em 1951. Durante os governos dos presidentes Ricardo Lagos e Michelle Bachelet, a FACh participou, com seu pessoal e material de voo, de missões de paz da ONU, como a do Haiti.

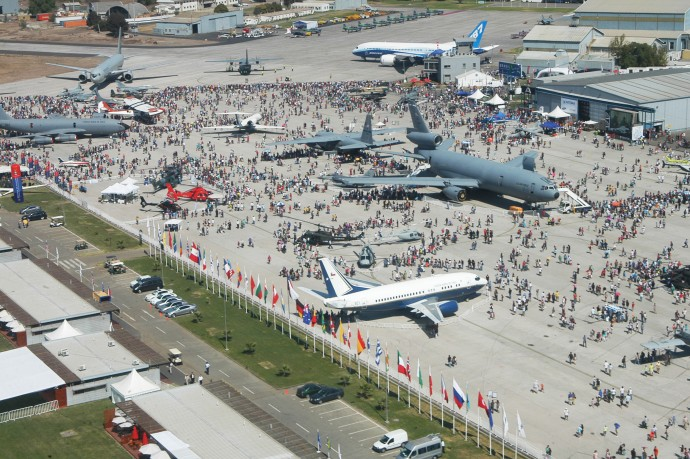
Feira Internacional do Ar e do Espaço no aeroporto de Santiago.

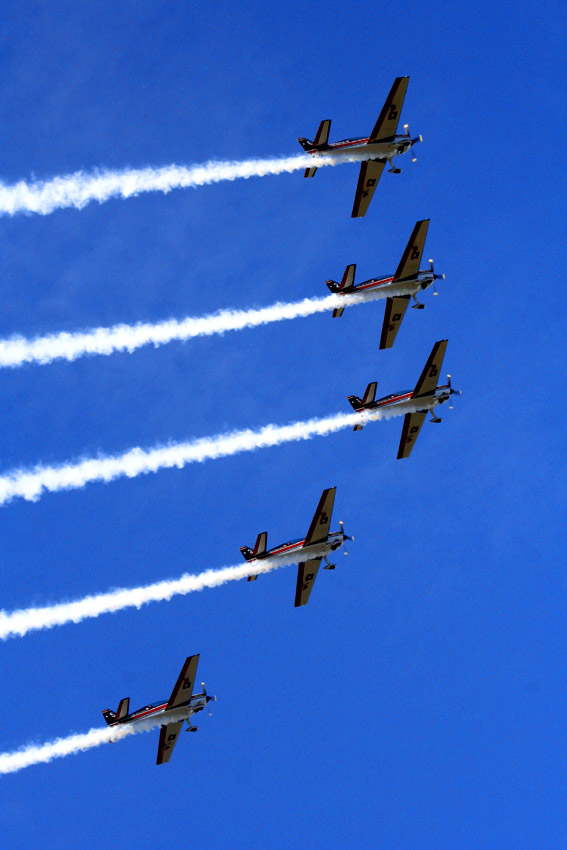
Aeronave extra 300L do esquadrão de alta acrobacia Halcones.

força aérea chilena sediou o exercício conjunto Salitre com outras nações amigas em 2014.  Também participou de várias missões de paz das Nações Unidas no exterior em 5 ocasiões.
O ramo aéreo da defesa nacional chilena realiza várias atividades de divulgação, por exemplo, as apresentações de seu atual esquadrão de alta acrobacia «Halcones» e seu esquadrão de paraquedismo «Boinas Azules» são frequentes nos céus do Chile.
Outras organizações e atividades:
- FIDAE
- ENAER
- SAF
- ELE
- Sistema Nacional de Satélites (SNS)

## Brigadas Aéreas
- I Brigada Aérea de la FACH
- II Brigada Aérea de la FACH
- III Brigada Aérea de la FACH
- IV Brigada Aérea de la FACH
- V Brigada Aérea de la FACH

## Aeronaves
Aeronaves de combate

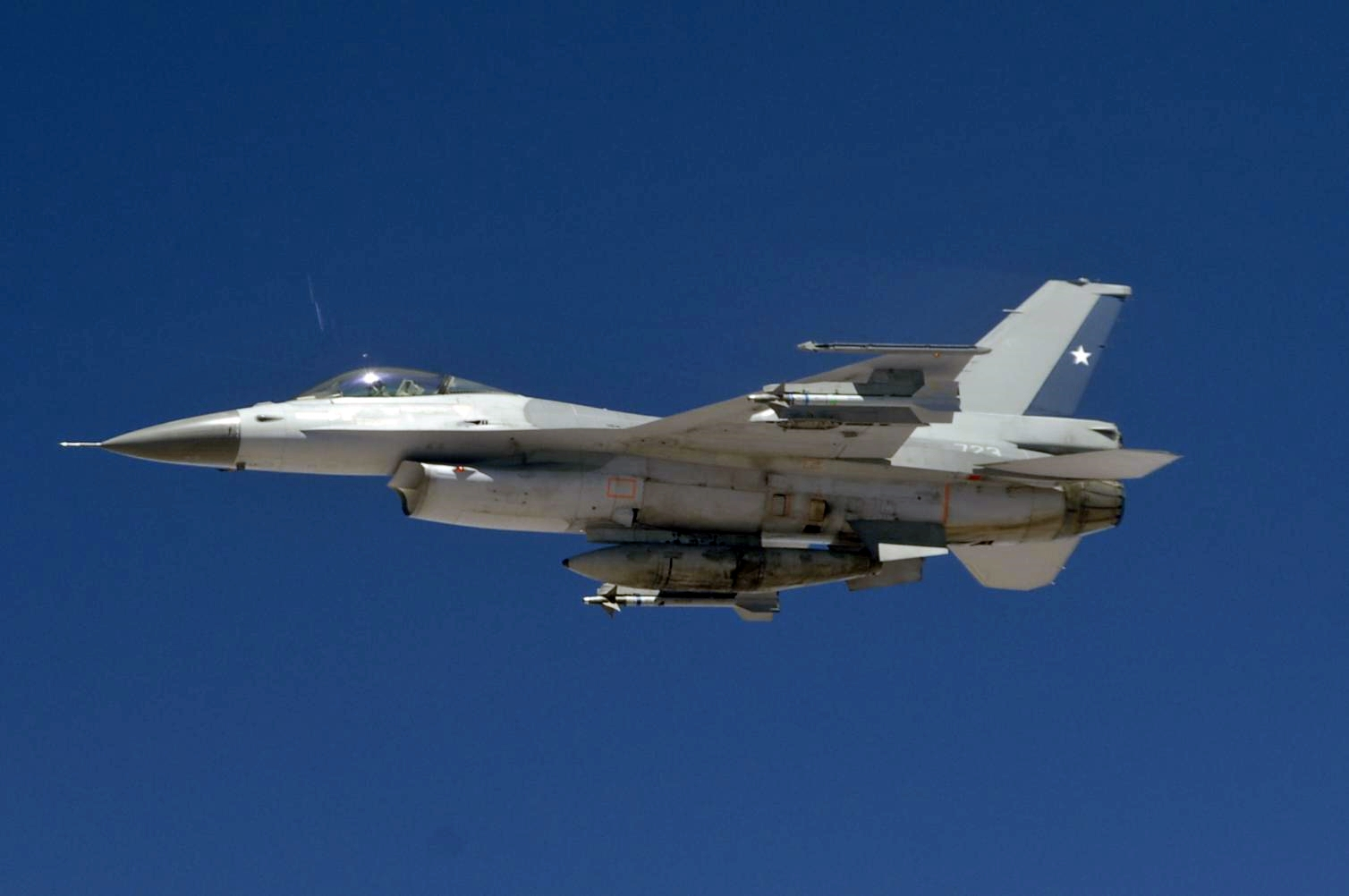
F-16 MLU em voo.

Em 2002, enquadrada no programa denominado "Peace Puma" e sob o governo de Ricardo Lagos, a Força Aérea Chilena finalizou a competição internacional que buscava substituir sua frota de caças por uma nova aeronave de combate. Fabricantes de todos os fabricantes participaram desta competição. o mundo com modelos como o Mirage 2000-5 da francesa Dassault Aviation, o Gripen da sueca Saab e o F-18 Hornet da McDonnell Douglas. Por fim, o modelo F-16 da americana Lockheed Martin foi declarado vencedor, com a qual o Chile adquiriu pela primeira vez 10 unidades fabricadas do modelo C/D Block 50+.
Em 2005, 18 unidades F-16MLU M2 (11 F-16A e 7 F-16B) foram compradas da Holanda.
O programa MLU (Mid Life Upgrade) incorporou um novo F-16 Modular Mission Computer (MMC), novos visores de cristal líquido Honeywell, HUD, instrumentos compatíveis com óculos de visão noturna NVG, um INS (Sistema de Navegação Inercial), GPS, AIFF, FCR e a capacidade de transportar o míssil BVR AIM-120C5 AMRAAM.
Em 2008 , foram adquiridos 18 F-16MLU M4 , que também vinham com o programa Falcon STAR (Structural Augmentation Roadmap), permitindo-lhes aumentar 8.000 horas de voo.
Em 2010, a Empresa Nacional de Aeronáutica do Chile iniciou o programa Pacer Amstel (After MLU Structural Enhancement of Lifetime), que é uma mistura dos programas Falcon STAR e Falcon UP, para atualizar os F-16MLUs adquiridos em 2005 (para o Tape M4).
As 3 primeiras unidades foram modernizadas com assessoria da Daedalus Aviation Group. Em 11 de junho de 2012, o primeiro caça totalmente modificado pela ENAER realizou seu voo de teste sem problemas, dia 4 de 18, as obras incluíram intervenções estruturais profundas, desmontagem extensa, religação para fibra ótica, renovação de sistemas eletrônicos, Link-16, designador de alvo (Litening II), introdução de mísseis avançados de curto alcance como no F-16C/D Block 50+ e MLU-M4.
Existem fitas M5, M6 e M7 mais avançadas que permitem ao F-16 MLU operar o AIM-120D, porém o estudo de modernização do F-16 como um todo estará aberto a diferentes pacotes internacionais. Desta forma, o Chile tornou-se o único país da América Latina com capacidade para modernizar os F-16. Quinto dos 28 operadores de F-16 no mundo. Hoje o Chile conta com um Centro de Instrução Técnica do F-16.

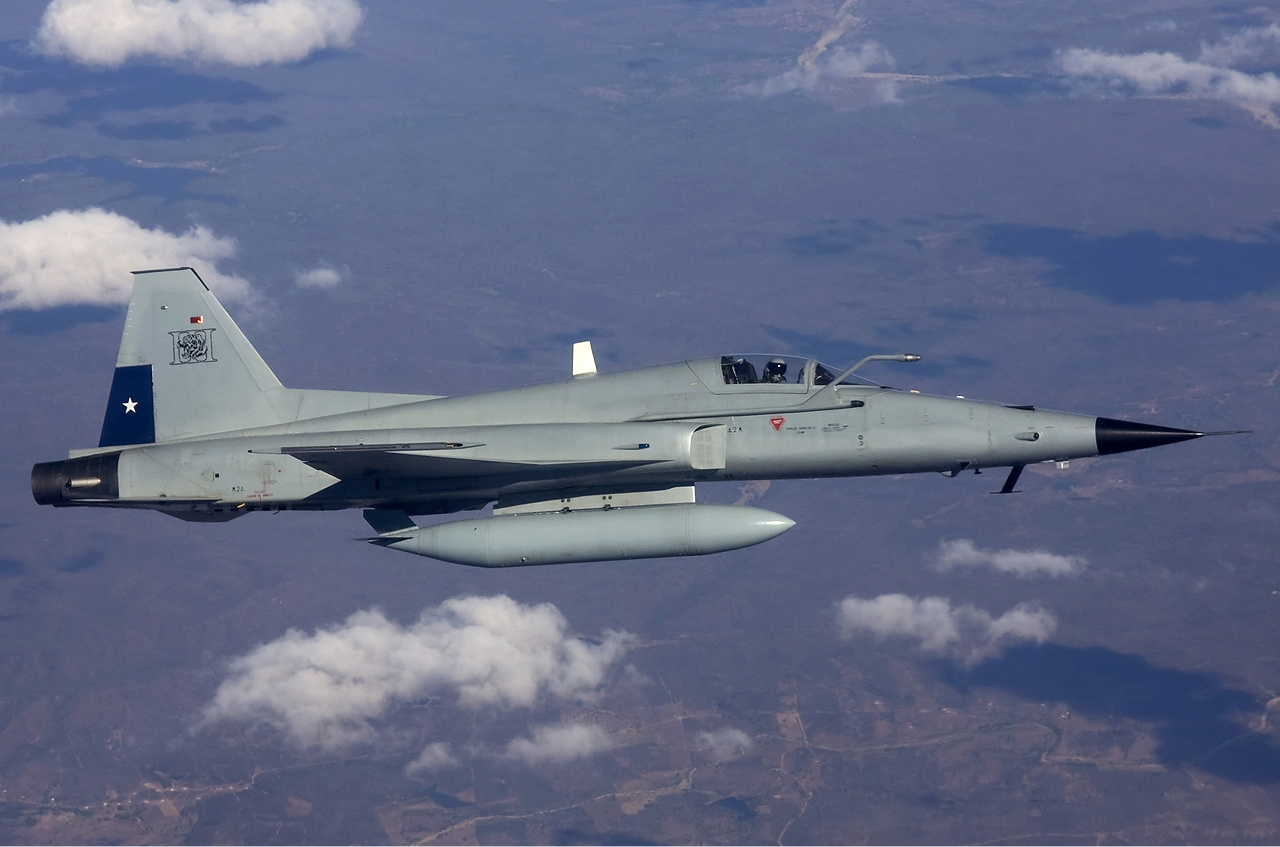
Northrop F-5E Tiger II

O CIT F-16 inclui um moderno edifício e hangar para a formação de pessoal institucional nas tarefas de manutenção, administração e controlo do material Lockheed Martin F-16 “Fighting Falcon” da FACh.
A Força Aérea Chilena mantém operacionais 12 Northrop F-5 Tigre III Plus. Essas unidades foram atualizadas em Israel, incorporando o radar multimodo ELTA EL/M-2032. Os pilotos usam capacetes de exibição de dados HMD e podem usar mísseis Python IV, Derby, Griffin LGB e bombas inteligentes. A baixa assinatura radar e a manobrabilidade do Tigre III+, somadas à sua nova tecnologia, foram demonstradas no Exercício Salite II no papel de agressores.
Aeronave de treinamento/COIN

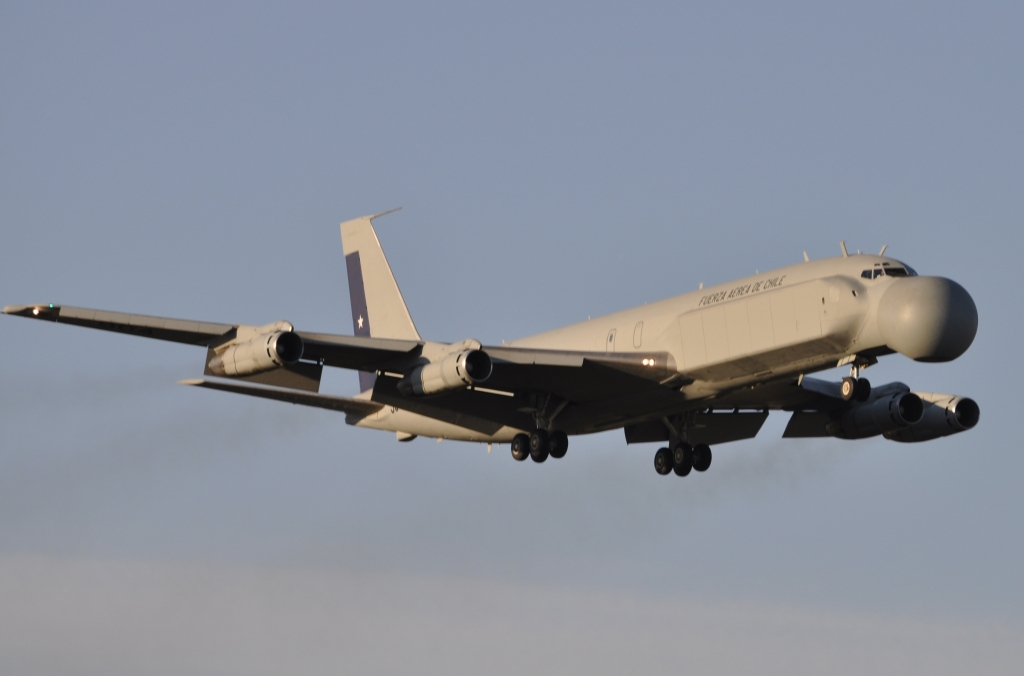
EB-707 Condor em operação.

A Companhia Aeronáutica Nacional do Chile entregou aeronaves T-35 Pillan e A-36 Halcón II Toqui (C 101 CC) no passado.
Ambos estão no limite de sua vida útil. Possui 24 Embraer A29B Super Tucano, versão adaptada para treinamento de pilotos chilenos.
Até o momento, um turboélice que incorporará tecnologia moderna está sendo desenvolvido com base no T-35.
Aeronave de Apoio Logístico

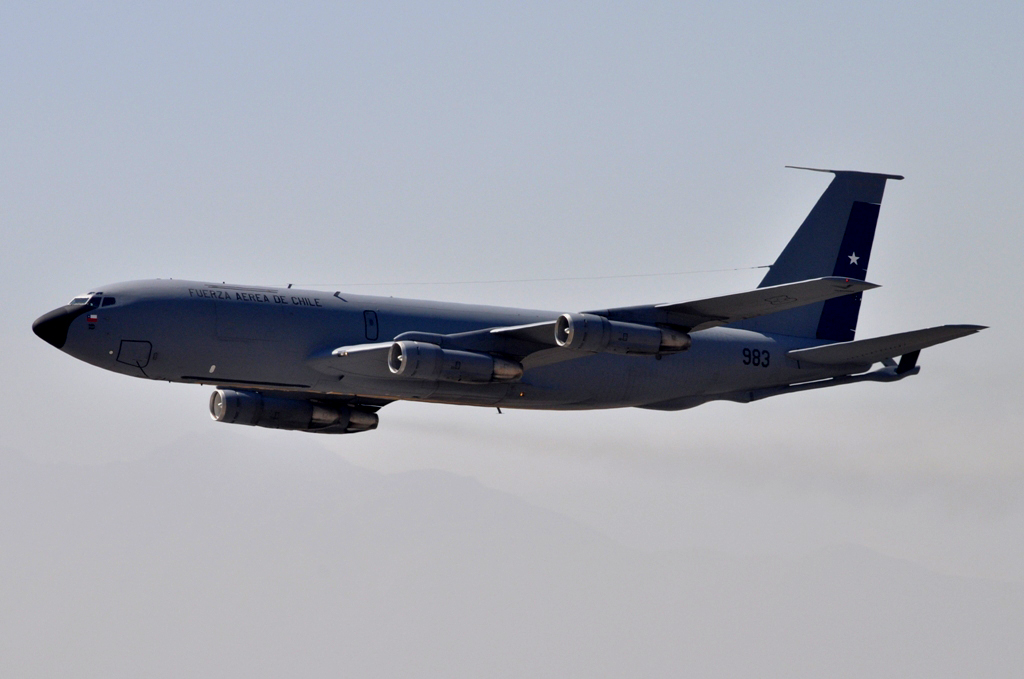
KC-135 Stratotanker em voo.

Na década de 1990, a Força Aérea do Chile empreendeu o projeto israelense Phalcon, que consistia em modificar um avião comercial Boeing 707 e convertê-lo em um AEW&C, em conjunto com o IAI e as indústrias eletrônicas Elta, o que levou ao desenvolvimento do "Condor " aeronave. Outras aeronaves importantes são a aeronave KC-135 Stratotanker com capacidade de transporte de longo alcance e um tanque para reabastecer em vôo usando o sistema de lança ou lança.
Em 2018, o Governo do Chile adquiriu 6 helicópteros Black Hawk de última geração. 
Em 2019 a Saab teria oferecido ao Chile um lote de caças Gripen C/D com a atualização de sistema MS20.
No inicio de 2022 o renomado jornalista argentino Santiago Rivas, informou que a Força Aérea do Chile (FACh) comprou três aeronaves Boeing E-3D Sentry Mk 1 (AEW1) de alerta aéreo antecipado da Força Aérea Real do Reino Unido (RAF) por um valor não divulgado, segundo fontes da FACh. Uma das aeronaves será usada para peças de reposição.

### Inventario atual
| Modelo                                               | País de Origem                 | Tipo                               | Tempo em serviço     | Quantidade           |
| Aeronaves de Combate                                 | Aeronaves de Combate           | Aeronaves de Combate               | Aeronaves de Combate | Aeronaves de Combate |
| ---------------------------------------------------- | ------------------------------ | ---------------------------------- | -------------------- | -------------------- |
| Lockheed Martin F-16 Fighting Falcon                 | Estados Unidos · Países Baixos | Caça/bombardeiro                   | 2007-2011            | 30                   |
| Lockheed Martin F-16 Fighting Falcon C/D 50/52 pluss | Estados Unidos                 | Caça/bombardeiro                   | 2006                 | 10                   |
| Northrop F-5E Tigre III                              | Estados Unidos                 | Caça Interceptador                 | 1976                 | 12                   |
| CASA C-101 Aviojet C-101CC                           | Espanha · Chile                | Avião de ataque ligeiro            | 1983                 | 6                    |
| Alerta Aéreo Antecipado                              |                                |                                    |                      |                      |
| Boeing 707 Condor                                    | Israel · Estados Unidos        | Alerta precoce                     | 1994                 | 1                    |
| Boeing E-3D Sentry                                   | Estados Unidos Reino Unido     | Alerta precoce, comando e controle | 2022                 | 2                    |
| Reabastecimento em Voo                               |                                |                                    |                      |                      |
| KC-135 Stratotanker                                  | Estados Unidos                 | Reabastecedor aéreo                | 2009                 | 3                    |
| Boeing KC-707 Águila                                 | Estados Unidos                 | Reabastecedor aéreo                | 1996                 | 1                    |
| Helicópteros                                         |                                |                                    |                      |                      |
| Bell UH-1 Iroquois Huey                              | Estados Unidos                 | Helicóptero utilitário             | 1966                 | 14                   |
| UH-60 Black Hawk                                     | Estados Unidos                 | Helicóptero multifunção            | 1998                 | 1                    |
| Bell 206                                             | Estados Unidos                 | Helicóptero utilitário             | 1998                 | 3                    |
| Bell 412                                             | Estados Unidos                 | Helicóptero de transporte          | 2007                 | 16                   |
| MBB Bo 105                                           | Alemanha · União Europeia      | Helicóptero ligeiro polivalente    | 2007                 | 1                    |
| Transporte                                           |                                |                                    |                      |                      |
| Lockheed C-130 Hercules B-H                          | Estados Unidos                 | Transporte tático pesado           | 1972                 | 3                    |
| de Havilland Canada DHC-6 Twin Otter                 | Canadá                         | Reabastecedor aéreo/transportador  | 1973                 | 8                    |
| CASA C-212 Aviocar                                   | Espanha                        | Transporte                         | 1994                 | 3                    |
| Cessna Citation CJ-1                                 | Estados Unidos                 | Transporte/Instrução IFR           | 2001                 | 3                    |
| Boeing 767-300ER                                     | Estados Unidos                 | Transporte estratégico             | 2008                 | 1                    |
| III/IV Gulfstream                                    | Estados Unidos                 | Transporte VIP                     | 1995                 | 1                    |
| Boeing 737 Classic                                   | Estados Unidos                 | Transporte VIP                     | 1997                 | 2                    |
| Model 99 Airliner                                    | Estados Unidos                 | Transporte/Patrulhamento           | 1971                 | 6                    |
| Treinamento                                          |                                |                                    |                      |                      |
| Embraer EMB 314 Super Tucano                         | Brasil                         | Instrução avançada/Ataque ligeiro  | 2009                 | 18                   |
| CASA C-101 Aviojet C-101BB                           | Espanha · Chile                | Instrução                          | 1981                 | 8                    |
| ENAER T-35 Pillán                                    | Chile                          | Instrução                          | 1985                 | 33                   |
| Aeronaves Acrobaticas                                |                                |                                    |                      |                      |
| Extra 300                                            | Alemanha                       | Acrobático                         | 1995                 | 10                   |

## Organização
| Comandante em Chefe 6 |                                                                           | |                                                                              |                 |
| Secretário Geral      | Secretário Geral                                                          | Secretário Geral | Secretário Geral                                                             | Santiago        |
| Auditoria Geral       | Auditoria Geral                                                           | Auditoria Geral | Auditoria Geral                                                              | Santiago        |
| Organização           | divisões                                                                  | subdivisões | material de guerra                                                           | Quartel general |
| Comando de Combate    | I Brigada Aérea                                                           | Grupo de aviação nº 1 | Enaer A-36 Falcon , A-29B Super Tucano                                       | Iquique         |
| Comando de Combate    | I Brigada Aérea                                                           | Grupo de aviação nº 2 | C-212-200 Aviocar , PA-28 236 Dakota , Elbit Hermes 900 , Bell 412EP         | Iquique         |
| Comando de Combate    | I Brigada Aérea                                                           | Grupo de aviação nº 3 | F-16C/D Bloco 50 Fighting Falcon                                             | Iquique         |
| Comando de Combate    | I Brigada Aérea                                                           | Grupo de Defesa Antiaérea Nº 24                                                                                            | MBDA Mistral , NASAMS                                                        | Iquique         |
| Comando de Combate    | I Brigada Aérea                                                           | Grupo de Telecomunicações e Detecção Nº 34                                                                                 |                                                                              | Iquique         |
| Comando de Combate    | I Brigada Aérea                                                           | Grupo de Infantaria de Aviação nº 44                                                                                       | AIFV , jipe KM131                                                            | Iquique         |
| Comando de Combate    | I Brigada Aérea                                                           | Grupo de Manutenção Nº 54                                                                                                  |                                                                              | Iquique         |
| Comando de Combate    | II Brigada Aérea                                                          | |                                                                              |                 |
| Comando de Combate    | Grupo de aviação nº 9                                                     | UH-1H Iroquois , Bell 206B JetRanger , Bell 412EP , UH-60 Black Hawk                                                       | Santiago                                                                     |                 |
| Comando de Combate    | Grupo de Aviação Nº10                                                     | C-130H Hercules , KC-130R Hercules , Boeing 767 , Boeing 737 , KC-135E Stratotanker , Boeing E-3D Sentry , Gulfstream IV . | Santiago                                                                     |                 |
| Comando de Combate    | Grupo de Telecomunicações e Detecção Nº 32                                | | Santiago                                                                     |                 |
| Comando de Combate    | Esquadrão SAR Ilha de Páscoa                                              | O-2A Skymaster | Rapa nui                                                                     |                 |
| Comando de Combate    | Regimento de Artilharia Antiaérea e Forças Especiais                      | Oerlikon K63 Twin 35mm , Aérospatiale-Matra Mistral , M163 VADS , M167 VADS                                                | Quintero                                                                     |                 |
| Comando de Combate    | III Brigada Aérea                                                         | Grupo de aviação nº 5 | CJ-1 CITATION , DHC-6-100/300 Twin Otter , UH-60 Black Hawk , UH-1H Iroquois | porto de Montt  |
| Comando de Combate    | III Brigada Aérea                                                         | Escola Tática de Infantaria de Aviação                                                                                     | Jipe KM131                                                                   | Temuco          |
| Comando de Combate    | III Brigada Aérea                                                         | Grupo de Defesa Antiaérea Nº 25                                                                                            | MBDA Mistral , NASAMS , Aérospatiale-Matra Mistral                           | porto de Montt  |
| Comando de Combate    | III Brigada Aérea                                                         | Grupo de Telecomunicações e Detecção Nº 35                                                                                 |                                                                              | porto de Montt  |
| Comando de Combate    | IV Brigada Aérea                                                          | Grupo de aviação nº 6 | Bell 412SP , DHC-6-300 Twin Otter                                            | Punta Arenas    |
| Comando de Combate    | IV Brigada Aérea                                                          | Grupo de aviação nº 12 | F-5 Tiger III                                                                | Punta Arenas    |
| Comando de Combate    | IV Brigada Aérea                                                          | Grupo de Exploração Antártica nº 19                                                                                        | DHC-6-300 Twin Otter , Bell 412                                              | Antártica       |
| Comando de Combate    | IV Brigada Aérea                                                          | Grupo de Defesa Antiaérea Nº 23                                                                                            | Mistral , NASAMS 2 , Aérospatiale-Matra Mistral                              | Punta Arenas    |
| Comando de Combate    | IV Brigada Aérea                                                          | Grupo de Telecomunicações e Detecção Nº 33                                                                                 |                                                                              | Punta Arenas    |
| Comando de Combate    | V Brigada Aérea                                                           | |                                                                              |                 |
| Comando de Combate    | Grupo de aviação nº 7                                                     | F-16A Bloco 20 MLU Fighting Falcon \|\| antofagasta                                                                        |                                                                              |                 |
| Comando de Combate    | Grupo de aviação nº 8                                                     | F-16A/B Block 20 MLU Fighting Falcon , Bell 412EP , C-212-300 Aviocar , PA-28-236 Dakota                                   | antofagasta                                                                  |                 |
| Comando de Combate    | Grupo de Defesa Antiaérea Nº 21                                           | MBDA Mistral NASAMS 2 Oerlikon K63 Twin 35mm \|\| antofagasta                                                              |                                                                              |                 |
| Comando de Combate    | Grupo de Infantaria de Aviação Nº 41                                      | AIFV , jipe KM131 | antofagasta                                                                  |                 |
| Comando de Combate    | Grupo de Telecomunicações e Detecção Nº 31                                | | antofagasta                                                                  |                 |
| Comando de Combate    | Esquadrão de Operações Aéreas                                             | Serviço Aerofotogramétrico (SAF)                                                                                           | DHC-6-S100 Twin Otter , Gulfstream IV                                        | Santiago        |
| Comando Logístico     | Divisão de Suprimentos                                                    | |                                                                              | Santiago        |
| Comando Logístico     | Divisão de Infraestrutura                                                 | |                                                                              | Santiago        |
| Comando Logístico     | Divisão de Desenvolvimento e Projetos                                     | |                                                                              | Santiago        |
| Comando Logístico     | Divisão de Transportes e Serviços                                         | |                                                                              | Santiago        |
| Comando Logístico     | Divisão de Engenharia e Suporte de Sistemas de Armas                      | |                                                                              | Santiago        |
| Comando Logístico     | ENAER                                                                     | |                                                                              | Santiago        |
| Comando Pessoal       | Divisão de Educação                                                       | Escola de Aviação Capitão Manuel Ávalos Prado                                                                              | T-35A/B/BE Pillán , SR-22T                                                   | Santiago        |
| Comando Pessoal       | Divisão de Educação                                                       | Escola de Especialidades                                                                                                   |                                                                              | Santiago        |
| Comando Pessoal       | Divisão de Educação                                                       | Academia de Guerra Aérea                                                                                                   |                                                                              | Santiago        |
| Comando Pessoal       | Divisão de Educação                                                       | Academia Politécnica Aeronáutica                                                                                           |                                                                              | Santiago        |
| Comando Pessoal       | Divisão de Educação                                                       | Escola de Treinamento NCO                                                                                                  |                                                                              | Santiago        |
| Comando Pessoal       | Divisão de Educação                                                       | Grupo de apresentação | GB1 GameBird, Extra 300L , Janus-C/Ce, Nimbus-3DT, Cessna L-19A              | Santiago        |
| Comando Pessoal       | divisão de saúde                                                          | |                                                                              |                 |
| Comando Pessoal       | Hospital Institucional Geral da Brigada Aérea Doutor Raúl Yazigi Jauregui | |                                                                              | Santiago        |
| Comando Pessoal       | Divisão de bem-estar                                                      | |                                                                              | Santiago        |
| Comando Pessoal       | Divisão de Recursos Humanos                                               | |                                                                              | Santiago        |
| Comando Pessoal       | Estado-Maior                                                              | Diretoria de Operações |                                                                              | Santiago        |
| Comando Pessoal       | Estado-Maior                                                              | Departamento de Logística                                                                                                  |                                                                              | Santiago        |
| Comando Pessoal       | Estado-Maior                                                              | Direcção de Telecomunicações                                                                                               |                                                                              | Santiago        |
| Comando Pessoal       | Estado-Maior                                                              | Direcção de Finanças |                                                                              | Santiago        |